# Haifa Chemicals
Haifa Chemicals Ltd. é uma empresa privada internacional que fabrica principalmente fertilizantes para a agricultura e produtos químicos para o ramo da indústria alimentícia. Sendo o pioneiro mundial no desenvolvimento e fornecimento de nitrato de potássio e nutrientes para o uso da agricultura avançada para vários climas, condições atmosféricas e de solo.
A Haifa também fabrica fertilizante de liberação controlada para a agricultura, horticultura, plantas ornamentais e relva sendo que seus produtos são considerados de grande importância para o desafio global no quesito crise dos alimentos e para culturas de alto valor, tais como fruta, tabaco e vegetais.
Muitos dos fertilizantes da Haifa podem ser usados como uma solução de fertilizante que é aplicada por meio da fertirrigação por gotejamento. Esta última aplicação é o principal motor da nossa demanda atual, agora que mais países estão se voltando para os sistemas de irrigação controlando o uso mais eficiente da água.

## História
A Haifa Chemicals foi fundada em Israel em 1967. O nome da empresa é uma homenagem à cidade de Haifa (Norte de Israel), onde os produtos químicos da Haifa foram elaborados e onde a sede da empresa reside desde então.
A Haifa foi fundada como uma empresa estatal com a missão de desenvolver com os recursos naturais de Potássio da região do Mar Morto e região do deserto do Negev. O valor industrial do nitrato de potássio para usos agrícolas eram desconhecido até então.
Com soluções inovadoras como a pulverização foliar e de cobertura, solúveis em água, fertilizantes e adubos de liberação controlada, a Haifa revolucionou a agricultura e tecnologias que influenciaram a agricultura por todo o mundo.
Hoje as atividades da Haifa abraçam as sociedades agrícolas nos 5 continentes e estão presentes em mais de 100 países. O grupo Haifa inclui 12 subsidiárias em todo o mundo. Sendo que a estimativa do seu faturamento anual é de cerca de US $ 700 milhões (2010).
Desde 1989, A Haifa é de propriedade da Trance Resource Inc. (TRI), uma holding americana controlada pelo Grupo Trump.

## Influência na agricultura
O potássio, juntamente com o nitrogênio e fósforo, são os três macro nutrientes essenciais para o desenvolvimento das plantas, e são absorvidos pelas culturas através dos solos, em quantidades relativamente grandes. A ausência ou baixa disponibilidade de potássio resultará  na morte da cultura ou um baixo crescimento geralmente acompanhada por sintomas de deficiência e seus devidos sintomas.
Algumas culturas específicas tem seus sintomas associados a deficiência de potássio:
- As culturas de grãos, tais como grãos de sorgo, milho entre outras culturas de grãos pequenos tem geralmente caules fracos acompanhados pelo pequeno tamanho do grão e produtividade reduzida.

- No caso do algodão suas folhas ficam marrom-avermelhada, surgem requeimas, ficam da cor bronze, em seguida, ficac de cor preta caindo em seguida.  Os brotos onde o algodão se situa na flor tem uma má formação, resultando em fibra de baixa qualidade e baixo rendimento.

- No caso dos tomates o seu amadurecimento fica irregular, sua textura fica com uma aparência ruim e os frutos muito vermelhos.

- No caso das frutas de caroço sua pele fica distorcida. O fruto fica pequeno e sua qualidade é baixa.

- No caso das culturas da forrageiras seu rendimento é baixo e a sua qualidade é baixa.[3]

A Haifa Chemicals está fornecendo cerca de 30% da demanda mundial de fertilizantes de nitrato de potássio. Os agricultores descobriram os poderes dos fertilizantes minerais que já estavam disponíveis para o nosso uso há milhares de anos. Isso só foi possível com a  produção industrial de fertilizantes minerais que fizeram esse produto ter muitas vantagens e se tornar acessível.
A Haifa é pioneira na indústria química de soluções para alavancar a agricultura de legumes, culturas extensivas, pomares, plantas ornamentais, ervas, relva e florestais.
O uso de fertilizantes exige mudanças em metodologias de campo, suas rotinas e suas tradições que a agricultura tem ao longo de sua existência. A Haifa está influenciando esta área que é conservadora e tradicional, distribuindo conhecimento. Na verdade, a Haifa se tornou uma fonte de conhecimento no ramo da agricultura, disponibilizando os dados e experiências feitas por nós para milhões de agricultores e engenheiros agrônomos de todo o mundo.
Em 2011, a Haifa transferiu o conhecimento para a internet gratuitamente para todos e lançou uma rede social onde as pessoas do setor agrícola de todo o mundo possam compartilhar seus conhecimentos e suas experiências.

## Linha de Produtos
- Nutrição Vegetal - produtos com nitrato de potássio, fertilizantes solúveis em água, fertilizantes de liberação controlada

- Fosfatos para a indústria alimentícia

- Produtos químicos industriais